# Кавазо-дель-Томба
Кавазо-дель-Томба (итал. Cavaso del Tomba) — коммуна в Италии, располагается в провинции Тревизо области Венеция.
Население составляет 2675 человек, плотность населения составляет 149 чел./км². Занимает площадь 18 км². Почтовый индекс — 31034. Телефонный код — 0423.
Покровительницей коммуны почитается Пресвятая Богородица, празднование 21 ноября.